# Konklawe 1689
Konklawe 23 sierpnia – 6 października 1689 – konklawe, które wybrało Wenecjanina Aleksandra VIII Ottoboni na następcę błogosławionego Innocentego XI.

## Śmierć Innocentego XI
Papież Innocenty XI zmarł 12 sierpnia 1689 w wieku 78 lat po prawie 13 latach pontyfikatu. Jako papież był człowiekiem skromnym, surowym i dbającym o biednych, natomiast zdecydowanie zwalczał nepotyzm i korupcję, co przyniosło spore oszczędności Stolicy Apostolskiej; swojego bratanka Livio Odescalchiego trzymał z dala od spraw Kościoła. Patronował też walce Świętej Ligi z Turcją. Był jednak także człowiekiem nieustępliwym i upartym, co doprowadziło do zaostrzenia konfliktu Stolicy Apostolskiej z Francją. W chwili śmierci papieża wojska Ludwika XIV okupowały należący do Państwa Kościelnego Awinion, a sam król był ekskomunikowany.

## Lista uczestników
W chwili śmierci Innocentego XI było 60 kardynałów, ale jeden zmarł w trakcie sediswakanacji. W konklawe wzięło udział 51, jednak dwóch musiało je opuścić z powodu choroby:
- Alderano Cibo (nominacja kardynalska 6 marca 1645) – kardynał biskup Ostia e Velletri; dziekan Świętego Kolegium Kardynałów; sekretarz stanu Stolicy Apostolskiej; sekretarz Świętej Kongregacji Rzymskiej i Powszechnej Inkwizycji; prefekt Świętej Konsulty; prefekt Świętej Kongregacji ds. Obrzędów; prefekt Świętej Kongregacji ds. Wód, Bagien Pontyjskich i Doliny Chiana; legat apostolski w Awinionie; gubernator Fermo
- Pietro Vito Ottoboni (19 lutego 1652) – kardynał biskup Porto e Santa Rufina; subdziekan Świętego Kolegium Kardynałów; komendatariusz opactwa terytorialnego Vangadizza
- Flavio Chigi (9 kwietnia 1657) – kardynał biskup Albano; prefekt Trybunału Apostolskiej Sygnatury Sprawiedliwości; archiprezbiter bazyliki laterańskiej; prefekt Świętej Kongregacji ds. Granic Państwa Kościelnego
- Antonio Bichi (9 kwietnia 1657) – kardynał biskup Palestriny; administrator diecezji Osimo
- Giacomo Franzoni (29 kwietnia 1658) – kardynał biskup Frascati; biskup Camerino
- Paluzzo Paluzzi Altieri degli Albertoni (14 stycznia 1664) – kardynał biskup Sabiny; kamerling Świętego Kościoła Rzymskiego; prefekt generalny Świętej Kongregacji Rozkrzewiania Wiary; prefekt Świętej Kongregacji Indeksu; komendatariusz opactwa terytorialnego Tre Fontane
- Carlo Barberini (23 czerwca 1653) – kardynał prezbiter S. Lorenzo in Lucina; protoprezbiter Świętego Kolegium Kardynałów; archiprezbiter bazyliki watykańskiej; prefekt Fabryki Świętego Piotra; komendatariusz opactw terytorialnych Farfa i Subiaco; protektor Polski i Sabaudii; prefekt Rzymu
- Gregorio Barbarigo (5 kwietnia 1660) – kardynał prezbiter S. Marco; biskup Padwy
- Giannicolò Conti (14 stycznia 1664) – kardynał prezbiter S. Maria in Transpontina; biskup Ankony
  - Giulio Spinola (15 lutego 1666) – kardynał prezbiter S. Maria in Trastevere; arcybiskup Lukki; prefekt ds. ekonomicznych Świętej Kongregacji Rozkrzewiania Wiary (opuścił konklawe z powodu choroby 24 września)
- Giovanni Delfino (7 marca 1667) – kardynał prezbiter Ss. Vito e Modesto; patriarcha Akwilei
- Emmanuel Théodose de la Tour d’Auvergne de Bouillon (5 sierpnia 1669) – kardynał prezbiter S. Pietro in Vincoli; komendatariusz opactwa terytorialnego Cluny
- Carlo Cerri (29 listopada 1669) – kardynał prezbiter S. Adriano; biskup Ferrary
- Gaspare Carpegna (22 grudnia 1670) – kardynał prezbiter S. Pudenziana; wikariusz generalny diecezji rzymskiej; prefekt Świętej Kongregacji ds. Biskupów i Zakonników; prefekt Świętej Kongregacji ds. Kościelnych Immunitetów; prefekt Świętej Kongregacji ds. Reformy Statutów Kleru Rzymskiego
- César d’Estrées (24 sierpnia 1671) – kardynał prezbiter SS. Trinita al Monte Pincio; protektor Portugalii i Francji
- Pierre de Bonzi (22 lutego 1672) – kardynał prezbiter S. Onofrio; arcybiskup Narbonne
- Vincenzo Maria Orsini OP (22 lutego 1672) – kardynał prezbiter S. Sisto; arcybiskup Benewentu
- Francesco Nerli (12 czerwca 1673) – kardynał prezbiter S. Matteo in Via Merulana; arcybiskup Asyżu
- Girolamo Casanate (12 czerwca 1673) – kardynał prezbiter Ss. Nereo ed Achilleo
- Federico Baldeschi Colonna (12 czerwca 1673) – kardynał prezbiter S. Anastasia; prefekt Świętej Kongregacji ds. Soboru Trydenckiego
- Galeazzo Marescotti (27 maja 1675) – kardynał prezbiter Ss. Quirico e Giulitta; arcybiskup Tivoli
- Fabrizio Spada (27 maja 1675) – kardynał prezbiter S. Callisto
- Philip Thomas Howard OP (27 maja 1675) – kardynał prezbiter S. Maria sopra Minerva; kamerling Świętego Kolegium Kardynałów
- Giovanni Battista Spinola (1 września 1681) – kardynał prezbiter S. Cecilia; progubernator Rzymu
- Antonio Pignatelli (1 września 1681) – kardynał prezbiter S. Pancrazio; arcybiskup Neapolu
- Savo Millini (1 września 1681) – kardynał prezbiter S. Maria del Popolo; arcybiskup Orvieto
- Federico Visconti (1 września 1681) – kardynał prezbiter S. Alessio; arcybiskup Mediolanu
- Raimondo Capizucchi OP (1 września 1681) – kardynał prezbiter S. Maria degli Angeli
- Lorenzo Brancati di Lauria OFMConv (1 września 1681) – kardynał prezbiter Ss. XII Apostoli; bibliotekarz Świętego Kościoła Rzymskiego
- Giacomo de Angelis (2 września 1686) – kardynał prezbiter S. Maria in Aracoeli; komendatariusz opactwa terytorialnego Nonantola
- Opizio Pallavicini (2 września 1686) – kardynał prezbiter bez tytułu; legat apostolski w Urbino
- Marcantonio Barbarigo (2 września 1686) – kardynał prezbiter S. Susanna; arcybiskup Montefiascone e Corneto
- Carlo Stefano Anastasio Ciceri (2 września 1686) – kardynał prezbiter S. Agostino; biskup Como
- Leopold Karl von Kollonitsch (2 września 1686) – kardynał prezbiter bez tytułu; biskup Györ
- Pier Matteo Petrucci CO (2 września 1686) – kardynał prezbiter S. Marcello; biskup Jesi
- Wilhelm Egon von Fürstenberg (2 września 1686) – kardynał prezbiter bez tytułu; biskup Strasburga
- Jan Kazimierz Denhoff (2 września 1686) – kardynał prezbiter S. Giovanni a Porta Latina; biskup Ceseny; minister Polski przy Stolicy Apostolskiej
- José Sáenz de Aguirre OSB (2 września 1686) – kardynał prezbiter S. Balbina
- Leandro Colloredo CO (2 września 1686) – kardynał prezbiter S. Pietro in Montorio; penitencjariusz większy
- Fortunato Ilario Carafa della Spina (2 września 1686) – kardynał prezbiter Ss. Giovanni e Paolo; biskup Aversa
- Francesco Maidalchini (7 października 1647) – kardynał diakon S. Maria in Via Lata; protodiakon Świętego Kolegium Kardynałów
- Nicolò Acciaioli (29 listopada 1669) – kardynał diakon Ss. Cosma e Damiano; legat apostolski w Ferrarze
- Urbano Sacchetti (1 września 1681) – kardynał diakon S. Nicola in Carcere Tulliano; biskup Viterbo e Toscanella
- Gianfrancesco Ginetti (1 września 1681) – kardynał diakon S. Angela in Pescheria; arcybiskup Fermo
- Benedetto Pamphilj OSIoHieros (1 września 1681) – kardynał diakon S. Agata in Suburra; prefekt Trybunału Apostolskiej Sygnatury Łaski; wielki przeor zakonu joannitów w Rzymie
- Domenico Maria Corsi (2 września 1686) – kardynał diakon S. Eustachio; biskup Rimini; legat apostolski w Romanii
  - Giovanni Francesco Negroni (2 września 1686) – kardynał diakon S. Cesareo in Palatio; biskup Faenzy; legat apostolski w Bolonii (opuścił konklawe 4 października z powodu choroby)
- Fulvio Astalli (2 września 1686) – kardynał diakon S. Maria in Cosmedin
- Gasparo Cavalieri (2 września 1686) – kardynał diakon S. Maria in Aquiro; arcybiskup Kapui
- Francesco Maria de’ Medici (2 września 1686) – kardynał diakon S. Maria in Domnica; protektor Hiszpanii, Austrii i Rzeszy Niemieckiej
- Reginald d’Este (2 września 1686) – kardynał diakon S. Maria della Scala

Skład narodowościowy: trzech Francuzów (Bouillon; d’Estrées i Bonzi); dwóch Niemców (Kollonitsch i pozostający w służbie francuskiej Fürstenberg); jeden Hiszpan (Aguirre); jeden Anglik (Howard); jeden Polak (Denhoff); reszta Włosi.
Czterech elektorów mianował jeszcze Innocenty X (1644–1655), ośmiu Aleksander VII (1655–1667), trzech Klemens IX (1667–1669), dziesięciu Klemens X (1670–1676), a dwudziestu sześciu Innocenty XI (1676–1689).

## Nieobecni
Dziewięciu kardynałów (dwóch Hiszpanów, trzech Włochów, Francuz, Niemiec, Portugalczyk i Polak), z czego jeden zmarł w czasie sediswakancji:
- Luis Manuel Fernández de Portocarrero (5 sierpnia 1669) – kardynał prezbiter S. Sabina; arcybiskup Toledo i prymas Hiszpanii
- Francesco Bonvisi (1 września 1681) – kardynał prezbiter bez tytułu; nuncjusz apostolski w Austrii
- †Angelo Maria Ranuzzi (2 września 1686) – kardynał prezbiter bez tytułu; arcybiskup Bolonii (zmarł 27 września 1689 w Fano)
- Veríssimo de Lencastre (2 września 1686) – kardynał prezbiter bez tytułu; generalny inkwizytor Portugalii
- Marcello Durazzo (2 września 1686) – kardynał prezbiter bez tytułu; arcybiskup Carpentras
- Etienne Le Camus (2 września 1686) – kardynał prezbiter bez tytułu; biskup Grenoble
- Johannes von Goes (2 września 1686) – kardynał prezbiter bez tytułu; biskup Gurk
- Augustyn Michał Stefan Radziejowski (2 września 1686) – kardynał prezbiter bez tytułu; arcybiskup Gniezna i prymas Polski
- Pedro de Salazar Gutiérrez de Toledo OdeM (2 września 1686) – kardynał prezbiter bez tytułu; biskup Kordowy

Kardynał Portocarrero został mianowany przez Klemensa IX, pozostali byli nominatami Innocentego XI.

## Frakcje w Kolegium Kardynalskim
Wyróżniano następujące ugrupowania w Kolegium Kardynalskim:
- „partia habsburska” – reprezentująca interesy Habsburgów: Medici (lider), Aguirre i Kollonitsch
- „partia francuska” – reprezentująca interesy króla Francji Ludwika XIV: d’Estrées (lider), Bonzi, Bouillon, Fürstenberg i Maidalchini
- „Chigianie” – partia skupiona wokół kardynała Flavio Chigi, bratanka Aleksandra VII. Należeli do niej kardynałowie mianowani przez tego papieża: Bichi, Franzoni, Barbarigo, Conti, Giulio Spinola i Delfino, oraz dwaj kardynałowie mianowani przez Innocentego XI: Pamphili i Astalli
- „Altieriści” – partia skupiona wokół kardynała Altieriego. Należeli do niej kardynałowie mianowani przez jego wuja Klemensa X: Carpegna, Orsini, Nerli, Casanate, Colonna, Marescotti, Spada i Howard
- „Zelanti” („Gorliwi”) – czyli włoscy kardynałowie mianowani przez Innocentego XI: Giovanni Battista Spinola, Pignatelli, Millini, Visconti, Capizucchi, Brancati, de Angelis, Pallavicino, Marcantonio Barbarigo, Ciceri, Petrucci, Colloredo, Carafa, Sacchetti, Ginetti, Corsi, Negroni, Denhoff, d’Este i Cavalieri. Choć we współczesnych relacjach byli traktowani jako jedno stronnictwo, w praktyce nie tworzyli takiego z uwagi na brak przywódcy. W jego obrębie uformowała się radykalna grupa kardynałów zwana fazione di Dio („frakcja Boga”), głosząca kontynuację reform Innocentego XI: Colloredo, Carafa, Marcantonio Barbarigo, Ciceri i Pignatelli.

Nieliczni żyjący jeszcze włoscy kardynałowie nominowani przez Innocentego X (Barberini, Cibo i Ottoboni) oraz Klemensa IX (Cerri i Acciaioli) nie byli przyporządkowani do żadnej frakcji.
Na czas konklawe król Francji Ludwik XIV i cesarz Leopold wysłali do Rzymu swych specjalnych ambasadorów. Francję reprezentował książę Chaulnes Charles d’Albert d’Ailly oraz markiz de Torcy, natomiast cesarza książę Anton von Liechtenstein.
Tych pięć frakcji kardynalskich uformowało się w dwa bloki. Po jednej stronie stanęły frakcje Chigiego i Altieriego oraz partia habsburska, natomiast po drugiej kardynałowie Innocentego XI sprzymierzeni z Francuzami, podczas gdy kardynałowie Innocentego X i Klemensa IX zachowywali neutralność.

## Kandydaci na papieża
Od samego początku spodziewano się wyboru na papieża kardynała Pietro Ottoboni, uważanego za najbardziej godnego kandydata. Jego głównym zwolennikiem był kardynał Chigi, który wszakże postanowił działać ostrożnie. Przeciwko Ottoboniemu działało bowiem to, że był Wenecjaninem, a Wenecjanie nie zasiadali na tronie papieskim od czasów Pawła II (1464 – 1471). W instrukcjach cesarskich dla kardynała Medici i ambasadora Liechtensteina jako papabili wymieniani są też kardynałowie Cibo, Ranuzzi, Carpegna, Altieri, Brancati, Colonna, Buonvisi, Chigi, Barberini, Cerri, Conti, Giulio Spinola, Giovanni Battista Spinola, Acciaioli, Nerli, Ginetti, Pallavicino, Durazzo, Mellini, Capizucchi i Marescotti.

## Konklawe
Konklawe rozpoczęło się 23 sierpnia z udziałem 29 kardynałów. 24 sierpnia dotarł kardynał Orsini, 25 sierpnia kardynałowie Pignatelli, Petrucci, Carafa i d’Este, 26 sierpnia Franzoni i Pallavicino, 28 sierpnia Giulio Spinola, de Aguirre i Corsi, 29 sierpnia Acciaioli, Gregorio Barbarigo i Ciceri, 30 sierpnia Cerri, a 31 sierpnia Denhoff. Z końcem sierpnia było zatem 44 elektorów. 5 września na konklawe wszedł kardynał Delfino, 6 września kardynał Giovanni Battista Spinola, 13 września kardynał Kollonitsch, a 21 września kardynał Visconti. Liczba elektorów osiągnęła wówczas 48, ale 24 września Giulio Spinola musiał opuścić konklawe z powodu choroby. 26 września do grona elektorów dołączyli de Bouillon, Bonzi i Fürstenberg, a 4 października chory Negroni opuścił konklawe, ustalając ostateczną liczbę elektorów na 49.
W pierwszych turach głosy padały głównie na kardynała Capizucchi, jednak ta kandydatura szybko upadła. Następnie przez pewien czas wydawało się, że papieżem zostanie Gregorio Barbarigo, uważany za jednego z najbardziej wartościowych członków Świętego Kolegium. 20 września, w dniu przybycia do Rzymu księcia Liechtensteina, po mieście rozeszła się fałszywa pogłoska o jego zwycięstwie w wyborach. Barbarigo jednak sam zrezygnował z kandydowania, a ponadto wciąż oczekiwano na przybycie kardynałów francuskich, bez których nie zamierzano podejmować żadnych ostatecznych decyzji.
Francuzi przybyli wreszcie do Rzymu w dniu 23 września wraz ze swym ambasadorem księciem Chaulnes, ale na konklawe weszli dopiero wieczorem 26 września. Już 20 września dotarł do miasta cesarski ambasador książę Liechtenstein. Obu ambasadorom Święte Kolegium udzieliło audiencji (Liechtensteinowi 29 września, a księciu Chaulnes 2 października), co było wydarzeniem bez precedensu, choć na wynik konklawe nie miało większego wpływu.
Kardynał Chigi, choć nie od razu wysunął kandydaturę Ottoboniego, od początku konklawe prowadził zakulisową i w ostatecznym rozrachunku skuteczną kampanię na jego rzecz. Bez trudu zyskał poparcie Gorliwych i zdołał przekonać także Mediciego, który w ten sposób postąpił zresztą wbrew instrukcjom od księcia Liechtensteina. Ottoboni, jakkolwiek uważany za możliwego do zaakceptowania, nie miał bowiem u cesarza najwyższych notowań. Trudniejsze było przekonanie Altieriego, ale i on, choć niechętnie, w końcu przeszedł na jego stronę. Najdłużej sprzeciwiali się Ottoboniemu Francuzi, ale wobec jednomyślności pozostałych frakcji musieli się pogodzić z jego wyborem. Postawili jednak twarde warunki. Nowy papież miał zaakceptować wszystkich biskupów mianowanych przez króla i uznać przywileje francuskiego ambasadora w Rzymie. Ponadto biskup Beauvais Forbin de Janson miał zostać kardynałem na najbliższym konsystorzu, a sekretarz papieski Lorenzo Casoni odwołany ze stanowiska. Choć Ottoboni nie zgodził się wprost na wszystkie te żądania, jego generalną deklarację o woli pełnego pojednania z królem Francji uznano za wystarczającą.

## Wybór Aleksandra VIII
6 października kardynał Pietro Vito Ottoboni został wybrany na następcę Innocentego XI, uzyskując 19 głosów w fazie skrutynium i kolejne 29 w fazie akcesu (tylko on sam, zgodnie z obyczajem, zagłosował na dziekana Alderano Cibo). Przybrał imię Aleksandra VIII i został koronowany 10 dni później przez protodiakona Maidalchini.

## Uzupełniające źródła internetowe
- http://www.pickle-publishing.com/papers/triple-crown-alexander-viii.htm
- http://cardinals.fiu.edu/conclave-xvii.htm#1689
- http://www.vaticanhistory.de/vh/html/alexander_viii_.html
- http://www.csun.edu/~hcfll004/SV1689.html